# Exportação de serviços de saúde de Cuba

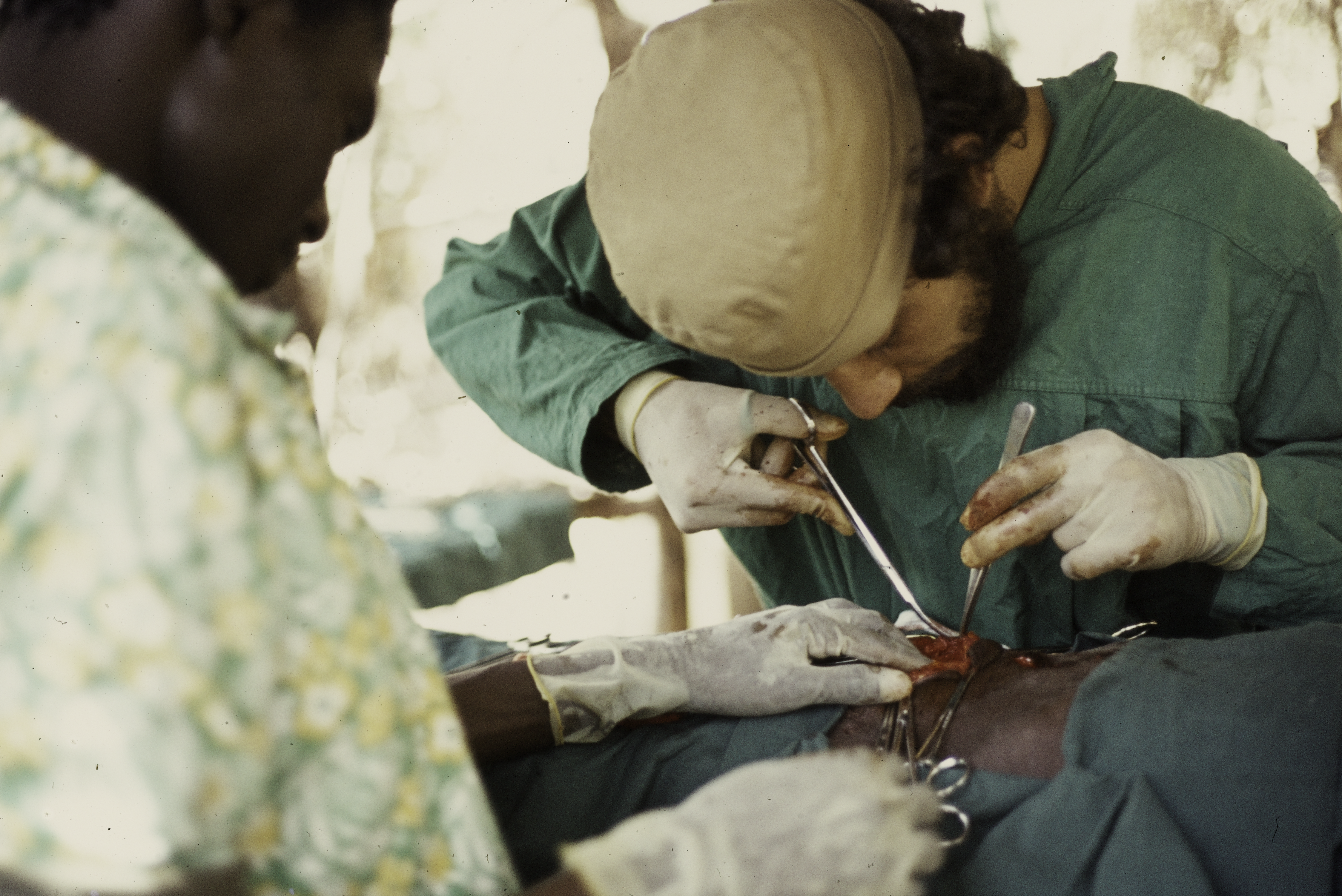
Cirurgião cubano realizando uma operação ao ar livre em Guiné-Bissau para o movimento PAIGC, em 1974 (antes da independência ser reconhecida).

Exportação de serviços de saúde de Cuba é um programa cubano que teve início na década de 1960, cujo objetivo é enviar pessoal médico cubano para o exterior, particularmente para a América Latina, África e, mais recentemente, Oceania e para levar estudantes de medicina e pacientes a Cuba. Acredita-se que os trabalhadores médicos são o produto de exportação mais importante de Cuba. Por isso, enviar médicos ao exterior não é apenas uma maneira de Cuba ter uma receita muito necessária, mas também ajuda a promover a imagem do país como uma usina de médicos que habitualmente presta ajuda ao mundo.
Em 2014, existiam cerca de 15 mil médicos cubanos atuando em cerca de 60 países. Esses médicos costumam atuar em cidades menores e nas periferias dos grandes centros urbanos, locais que os médicos locais costumam evitar.
Outra circunstância que proporcionou o envio de médicos cubanos foram desastres naturais, como terremotos que ocorreram no Chile (1960), na Nicarágua (1972) e no Irã (1990); ou o Furacão Mitch que atingiu a América Central e o Caribe em 1998.
Com a chegada de Hugo Chávez ao poder na Venezuela, aquele país passou a ser o maior importador de médicos e outros profissionais de saúde cubanos, onde chegaram a atuar cerca 32 mil profissionais de saúde, dos quais, cerca de 11 mil eram médicos. Para atender à crescente demanda, Cuba passou a formar cerca de 10.500 médicos por ano, desse total, cerca de 4.800 eram estrangeiros, oriundos de cerca de 70 países (cerca de metade oriunda da Bolívia, Equador, México e Argentina) que estudaram na Escola Latino-Americana de Medicina, beneficiados por um programa de bolsas destinadas, principalmente, a jovens oriundos de comunidades onde mais faltam médicos, concedidas em troca de um compromisso que prevê que, após a formatura, os beneficiados atuarão em comunidades carentes.

## Críticas ao Programa
Críticos do programa tem comparado a exportação de serviços de saúde à escravidão. Analistas internacionais estimam que a fatia recolhida pelo governo cubano em serviços prestados por seus médicos em 67 países das Américas, da África, da Ásia e da Europa varie entre metade e três quartos dos salários, dependendo do país. No entender de Alexandre Versignassi, da revista Super Interessante, "é perturbador imaginar que ainda existe um país cujo produto mais lucrativo da balança comercial sejam seres humanos".
Para a ONG americana Cuban Archive, o modelo de exportação de serviços médicos de Cuba só é possível em um governo totalitário. "Com o Estado como único empregador, os profissionais de saúde estão proibidos de deixar o país sem permissão. Quando são enviados para uma missão estrangeira, eles devem deixar suas famílias para trás como reféns para seu retorno", informa.
Mary O’Grady, do jornal Wall Street Journal, chamou o programa de “crime perfeito”, dizendo: “ao embarcar seus cidadãos para o exterior para ajudar pessoas pobres, o regime ganha uma imagem de contribuinte altruísta para a comunidade global, até mesmo quando explora trabalhadores e fica rico às suas custas”.

## Parceria com o Brasil
O Brasil começou a importar médicos cubanos no Governo Fernando Henrique Cardoso, em 1998, por iniciativa do então ministro da saúde, José Serra. À época, vieram 210 médicos e 40 enfermeiros.

### Programa Mais Médicos
Em 2012, no governo Dilma Rousself, com o Programa Mais Médicos, o número o número de profissionais cubanos no país chegou a 11 mil. Desde a implantação do Mais Médicos, o número de municípios sem atendimento de saúde caiu de 1200 para 777.
A parceira com o Brasil funcionava da seguinte maneira: o Ministério da Saúde transferia à Organização Pan-Americana de Saúde (Opas), que é um braço da Organização Mundial de Saúde (OMS), o valor de R$ 11.520 por profissional. A Opas então repassava aos contratados cubanos cerca de R$ 3.000. E a diferença – cerca de R$ 8.520 reais – ficava com o governo cubano.
Foi por não concordar com esses termos que Jair Bolsonaro, quando presidente do Brasil, exigiu a liberdade de circulação para as famílias dos profissionais, o direcionamento total dos salários aos mesmos, e a revalidação dos diplomas de medicina nos padrões exigidos aos profissionais brasileiros. Tais requisitos, totalmente contrários às práticas do governo cubano, levaram este a decidir pela interrupção da parceria com o Brasil.